# Ryszard Terlecki

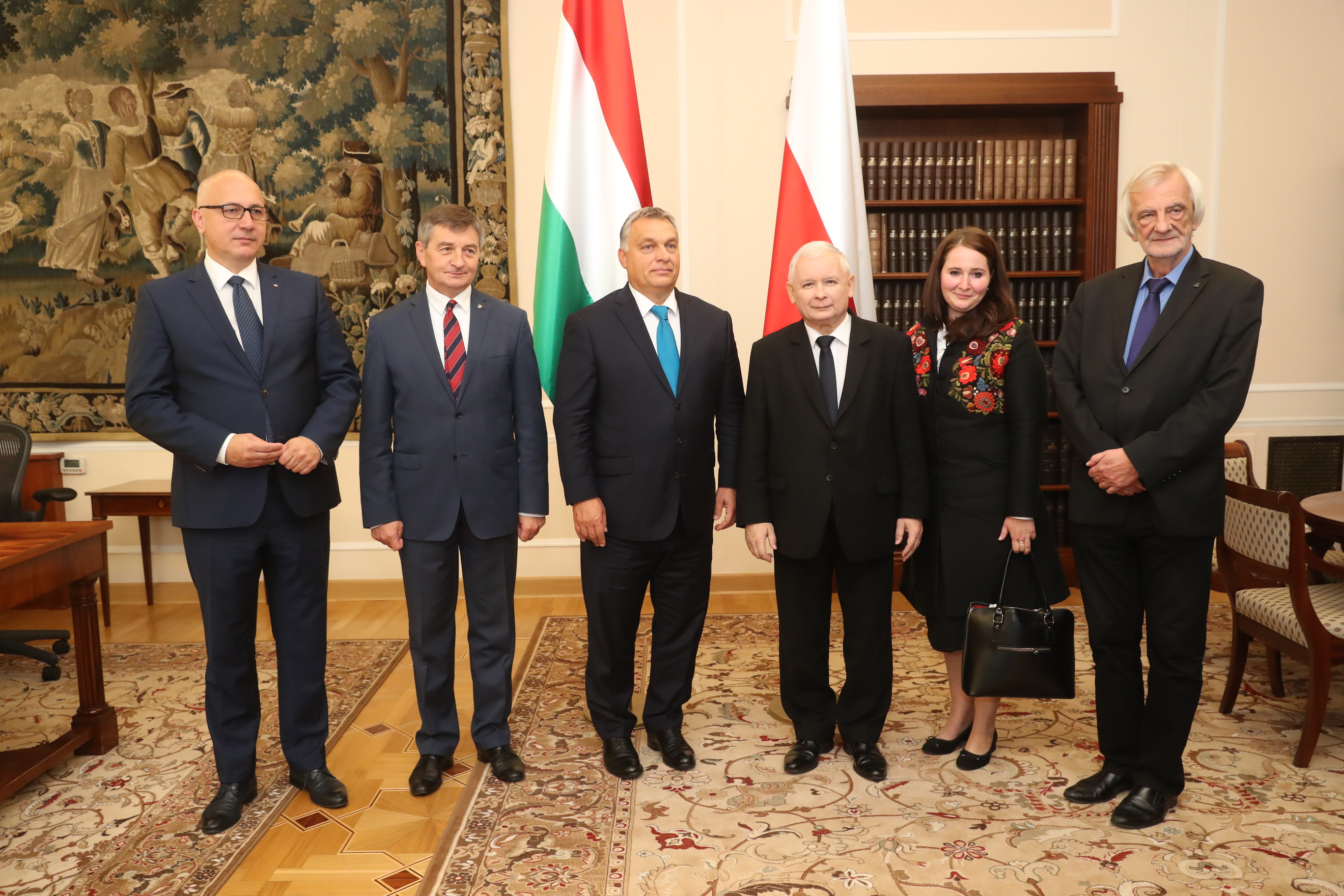
Wizyta przedstawicieli Węgier w Sejmie RP. Od prawej: Ryszard Terlecki, Orsolya Zsuzsanna Kovács, Jarosław Kaczyński, Viktor Orbán, Marek Kuchciński i Joachim Brudziński (2017)

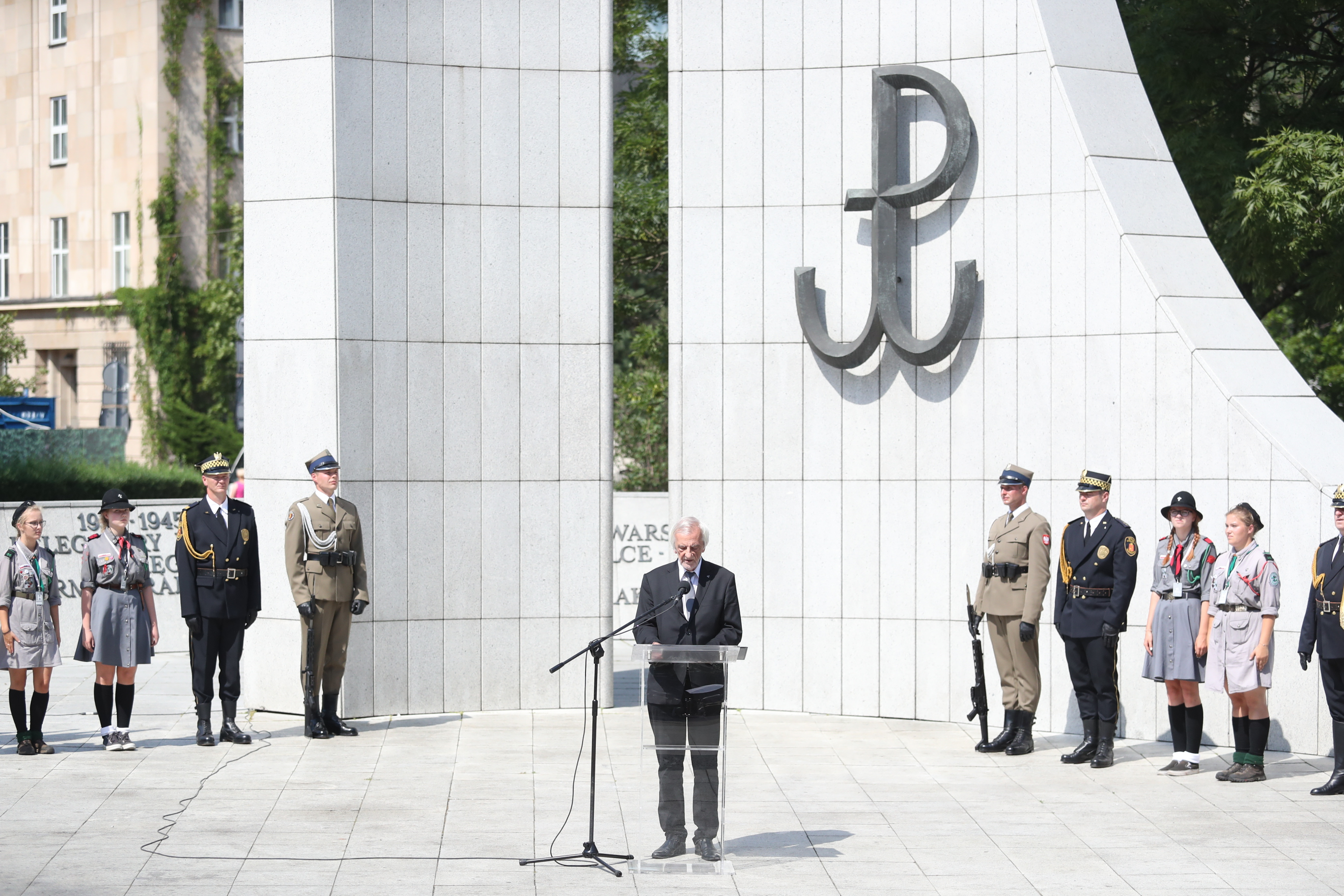
Wicemarszałek Sejmu Ryszard Terlecki przemawia podczas 73. rocznicy wybuchu powstania warszawskiego (2017)

Ryszard Iwon Terlecki (ur. 2 września 1949 w Krakowie) – polski historyk, nauczyciel akademicki, dziennikarz i polityk, profesor nauk humanistycznych. Poseł na Sejm VI, VII, VIII, IX i X kadencji, w latach 2015–2023 przewodniczący Klubu Parlamentarnego Prawa i Sprawiedliwości, wicemarszałek Sejmu VIII i IX kadencji.

## Życiorys

### Wykształcenie i praca zawodowa
Absolwent VIII Liceum Ogólnokształcącego w Krakowie. W 1976 ukończył studia historyczne na Uniwersytecie Jagiellońskim. W 1980 uzyskał stopień doktora, w 1992 stopień doktora habilitowanego, a w 2002 otrzymał tytuł naukowy profesora. W ramach pracy zawodowej doszedł do stanowiska profesora zwyczajnego w Instytucie Historii Nauki Polskiej Akademii Nauk. Był prorektorem Wyższej Szkoły Filozoficzno-Pedagogicznej Ignatianum. W 2003 został także wykładowcą w Państwowej Wyższej Szkole Wschodnioeuropejskiej w Przemyślu. Autor książek, m.in.: Oświata i popularyzacja nauki w Galicji w okresie autonomii, Dyktatura zdrady. Polska w 1947 roku, Profesorowie UJ w aktach UB i SB.
Był publicystą, redaktorem i współpracownikiem różnych czasopism, należał do współzałożycieli „Czasu Krakowskiego”. Od 1995 do 1998 przewodniczył radzie programowej Radia Kraków. Od kwietnia 1996 do września 1998 był redaktorem naczelnym dziennika „Nowiny” w Rzeszowie. Od 1997 wchodził w skład redakcji rocznika „Studia Rzeszowskie”, od 2002 redakcji półrocznika „Horyzonty Wychowania”.
Od 2000 do 2006 był naczelnikiem Biura Edukacji Publicznej w krakowskim oddziale Instytutu Pamięci Narodowej, następnie do 2007 dyrektorem tego oddziału. Wykładał na Uniwersytecie Papieskim Jana Pawła II w Krakowie.

### Działalność polityczna
W 1968 i 1970 był zatrzymywany za udział w protestach studenckich. Od 1977 współpracował ze Studenckim Komitetem Solidarności, a następnie z Komitetem Obrony Robotników. W 1980 został członkiem „Solidarności”. Publikował w podziemnych pismach m.in. „Solidarności Narodu”, „Polityce Polskiej” i „Przeglądzie Wiadomości Agencyjnych”.
W wyborach w 1991 bezskutecznie kandydował do Sejmu z ramienia Koalicji Republikańskiej (należał do niej w latach 1991–1992). W latach 1992–1997 był przewodniczącym zarządu wojewódzkiego Partii Chrześcijańskich Demokratów, a od 1997 do 2000 członkiem Stronnictwa Konserwatywno-Ludowego. W wyborach w 1993 nie uzyskał mandatu posła, kandydując z listy Katolickiego Komitetu Wyborczego „Ojczyzna”. W latach 1998–2002 i 2006–2007 zasiadał w krakowskiej radzie miejskiej. W wyborach samorządowych w 2006 kandydował na stanowisko prezydenta miasta z ramienia Prawa i Sprawiedliwości. W pierwszej turze wyborów zdobył 26,20% głosów, przechodząc do drugiej tury, w której otrzymał 40,43%, przegrywając z Jackiem Majchrowskim.
W wyborach parlamentarnych w 2007 uzyskał mandat poselski z listy PiS, otrzymując w okręgu krakowskim 4246 głosów. W 2008 wstąpił do partii. W styczniu 2011 wszedł w skład komitetu politycznego PiS. W wyborach w tym samym roku z powodzeniem ubiegał się o poselską reelekcję, dostał 14 726 głosów. Bezskutecznie kandydował w wyborach do Parlamentu Europejskiego w 2014.
W 2015 został ponownie wybrany do Sejmu, otrzymując 7913 głosów. 10 listopada 2015 został wybrany na przewodniczącego Klubu Parlamentarnego PiS. Na pierwszym posiedzeniu Sejmu VIII kadencji, 12 listopada 2015, został wybrany na wicemarszałka Sejmu.
W 2019 uzyskał mandat posła na Sejm IX kadencji, zdobywając 10 327 głosów. 12 listopada tegoż roku został ponownie wybrany na przewodniczącego Klubu Parlamentarnego Prawa i Sprawiedliwości. Tego samego dnia został również wicemarszałkiem Sejmu IX kadencji. W czerwcu 2021 kluby Lewicy i Koalicji Obywatelskiej zgłosiły wnioski o odwołanie go z funkcji wicemarszałka; Sejm na 33. posiedzeniu 24 czerwca tegoż roku odrzucił oba wnioski w dwóch głosowaniach. Na czele KP PiS stał do końca kadencji Sejmu.
W wyborach w 2023 był liderem listy Prawa i Sprawiedliwości w okręgu nowosądeckim. Utrzymał mandat poselski na kolejną kadencję, zdobywając 29 882 głosy. W Sejmie X kadencji objął funkcję wiceprzewodniczącego KP PiS. W 2023 wszedł w skład rady fundacji Europa Karpat.

## Odznaczenia i wyróżnienia
- Order Zasługi – Węgry, 2017[23]
- Order „Za zasługi” II stopnia – Ukraina, 2020[24]
- Medal „Niezłomnym w słowie” – 2011[25]

## Życie prywatne
Jest synem pisarza i dziennikarza Olgierda Terleckiego (1922–1986), który walczył w bitwie o Monte Cassino, a przez ponad 30 lat był tajnym współpracownikiem Służby Bezpieczeństwa, oraz jego żony Janiny (1925–2018). W młodości był uczestnikiem ruchu hippisowskiego oraz jednym z prekursorów tej subkultury młodzieżowej w Polsce. W środowisku (m.in. warszawskim) znany był pod pseudonimem Pies. W tym okresie krótko był związany z Olgą Ostrowską (wokalistką występującą jako Kora). Dwukrotnie żonaty, ma troje dzieci z pierwszego małżeństwa.

## Wybrane publikacje książkowe
- Miecz i tarcza komunizmu. Historia aparatu bezpieczeństwa w Polsce 1944–1990, wyd. I, Wydawnictwo Literackie, Kraków 2007 (ISBN 978-83-08-04105-5, wyd. I) i 2013 (ISBN 978-83-08-05107-8, wyd. II).
- Polska w niewoli 1945–1989. Historia sowieckiej kolonii, Wydawnictwo AA, Kraków 2015 (ISBN 978-83-78-64852-9).
- Solidarność 1980–1989. Polska droga do wolności, Wydawnictwo AA, Kraków 2018 (ISBN 978-83-78-64362-3).